# Élisabeth-Frédérique-Sophie de Brandebourg-Bayreuth
Élisabeth-Frédérique-Sophie de Brandebourg-Bayreuth, duchesse de Wurtemberg, (Bayreuth, 30 août 1732 - Bayreuth, 6 avril 1780) est une princesse allemande, fille de la margravine de Bayreuth (1709-1758), elle-même sœur chérie de Frédéric le Grand, roi de Prusse et fille de Frédéric, margrave de Bayreuth (1711-1763).

## Biographie

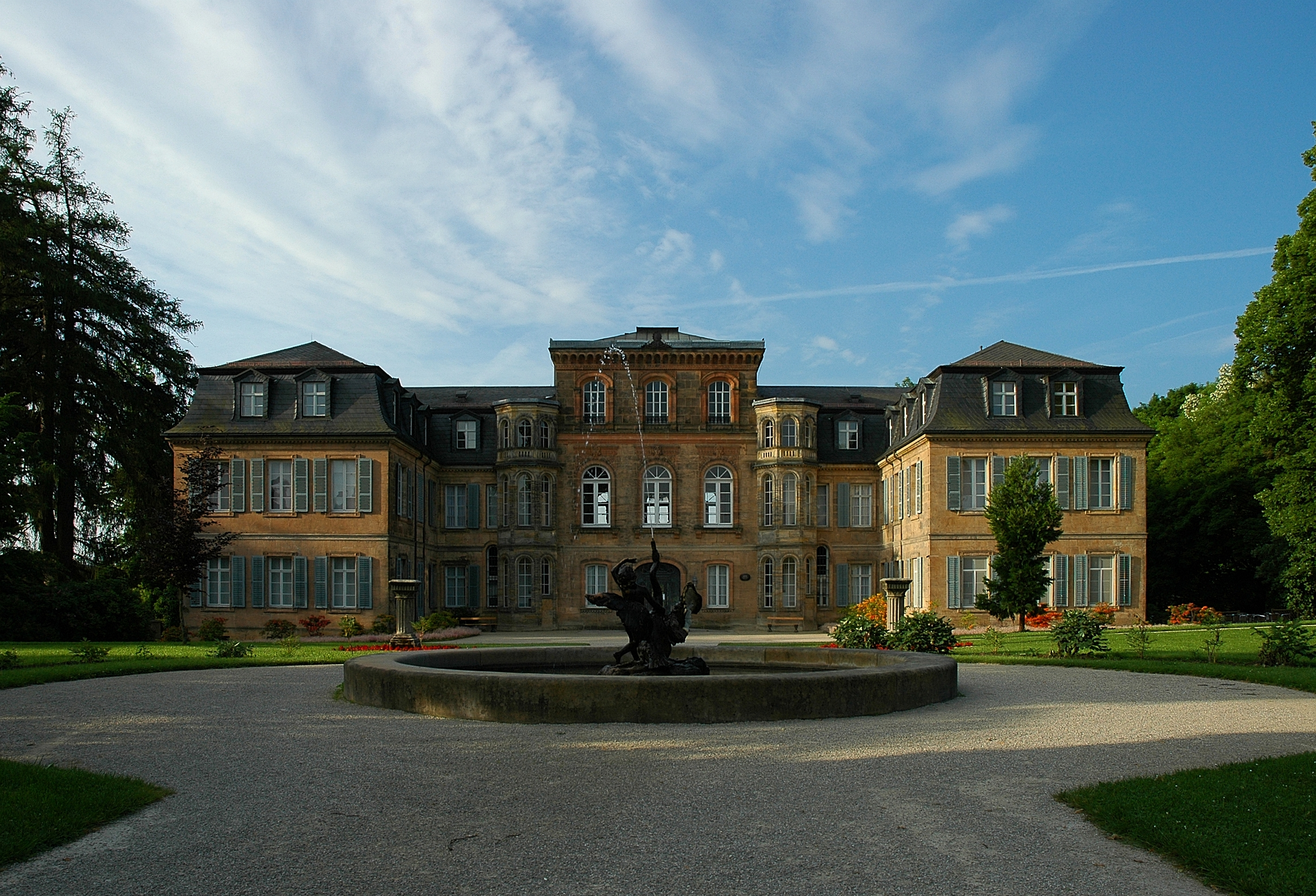
Vue du château Fantaisie à Donndorf, appartenant à la commune d'Eckersdorf

Quelques années après sa naissance, ses parents s'éloignèrent l'un de l'autre, et Sophie demeure leur unique enfant. Elle passe sa jeunesse à la Cour de Bayreuth et est considérée, d'après Casanova, comme la plus belle des princesses d'Allemagne. En tant que fille unique destinée à un mariage princier, elle est éduquée avec rigueur.
En 1744, le duc de Wurtemberg, Charles-Eugène, en visite à Bayreuth remarque la jeune princesse qui a été élevée pendant deux ans à la Cour raffinée de son oncle Frédéric le Grand. Le mariage a lieu, le 26 septembre 1748 à Bayreuth, et est un événement extrêmement brillant.
L'union du duc avec la jeune Sophie est heureuse au début ; mais après quelques années, le duc délaisse son épouse pour des maîtresses successives. Ils n'ont qu'une petite fille en 1750 qui meurt l'année suivante.
Pendant la guerre de Sept Ans, le duc de Wurtermberg se range du côté de l'Autriche et de la France catholiques contre la Suède et la Prusse protestantes.
En 1756, la duchesse Sophie se rend en visite à Bayreuth chez sa mère la princesse Wilhelmine et refusea de retourner chez son mari… En 1759, un accord est négocié. Leur union n'est pas dissoute, le duc versant une rente annuelle importante à la duchesse.
En 1763, à la mort de son père, elle hérite du château de Donndorf, qu'elle fait réaménager dans un goût baroque et renomme le « Château Fantaisie ».
Elle meurt à l'âge de quarante-six ans au Vieux Château, Alten Schloss, de Bayreuth et est enterrée près de ses parents à la chapelle du château.